# Beddomeia phasianella
Beddomeia phasianella é uma espécie de gastrópode  da família Hydrobiidae.
É endémica da Austrália.